# گل‌آذین‌ماهی‌سانان
گل‌آذین‌ماهی‌سانان (نام علمی: Atheriniformes) نام یک راسته از فرورده پیوسته‌استخوانان است.
به ماهی‌های این راسته، سیمین‌پهلوها هم گفته می‌شود.